# 糸原美波
糸原 美波（いとはら みなみ、1996年8月4日 - ）は、日本の女優で、劇団4ドル50セントの元劇団員である。奈良県出身。

## 略歴
中学2年生から演劇を始める。高校卒業後に上京しアルバイトをしながらいくつかの舞台に出演していた。
2017年に劇団4ドル50セントのオーディションに合格し入団。旗揚げ公演では主演を務めた。2018年4月からはめざましテレビのコーナー・イマドキに出演。
「美人すぎる劇団員」として注目された が、2019年6月30日をもって、劇団4ドル50セントを退団。
2019年7月から、ネバーマインド株式会社に移籍。7月16日の所属事務所の公式サイト、公式ツイッターで発表された。

## 出演

### 舞台
| タイトル                                                                           | 役柄                                                              | 開催年月日・上演地                                         |
| ---------------------------------------------------------------------------------- | ----------------------------------------------------------------- | ---------------------------------------------------------- |
| 劇団4ドル50セント プレ公演 『The Making of $4.50「夢を見たけりゃ、目を開けろ。」』 | (本人役)                                                          | 2017年11月3日 - 5日 南青山 スパイラルホール                |
| 劇団4ドル50セント 旗揚げ本公演 『新しき国』                                        | 主演・立花詩 役                                                   | 2018年2月8日 - 12日 新宿 紀伊國屋ホール                    |
| 劇団4ドル50セント 週末定期公演 Vol.1 『夜明けのスプリット』                        | 主演・リツコ 役（甲組）                                           | 2018年6月30日 - 8月3日 新宿 KeyStudio（旧スタジオアルタ）  |
| 劇団4ドル50セント 週末定期公演 Vol.2 『夜明けのスプリット』                        | 主演・リツコ 役 / アマノ 役（丙組・本西彩希帆とのダブルキャスト） | 2018年8月11日 - 9月14日 新宿 KeyStudio（旧スタジオアルタ） |
| 劇団4ドル50セント 第2回本公演 『ピエロになりたい』                                 | ラブ 役                                                           | 2018年11月22日 - 12月2日 有楽町 オルタナティブシアター     |

- Smoky heaven（2016年） - 井上美樹 役
- 『ノラガミ』シリーズ - 小福 役[7]
  - - 神と願い -（2016年1月28日 - 31日、AiiA 2.5 Theater Tokyo）
  - - 神と絆 -（2017年2月16日 - 26日、AiiA 2.5 Theater Tokyo）

### テレビドラマ
- 『新宿セブン』第8話（2017年12月1日、テレビ東京） - 美優 役[8]
- 海月姫 第4話（2018年2月5日、フジテレビ） - 琴音の友人 役[9]
- デイジー・ラック（2018年4月20日 - 6月22日、NHK） - カフェ店員 役
- 会社は学校じゃねぇんだよ（2018年4月21日 - 6月9日、AbemaTV） - 亜美 役 [10]
- 正義のセ 第9話（2018年6月6日、日本テレビ） - オノユキ 役
- 健康で文化的な最低限度の生活 第9話・最終話（2018年9月11日・18日、関西テレビ・フジテレビ系） - ミナ 役
- 世にも奇妙な物語'18 秋の特別編 「幽霊社員」（2018年11月10日、フジテレビ） - 渡辺綾乃 役[11]
- 竜の道 二つの顔の復讐者 第2話（2020年7月28日、関西テレビ・フジテレビ） - 佐々木もえか 役
- 30までにとうるさくて（2022年1月27日 - 、AbemaTV） - 千葉彩子 役[12]
- ちむどんどん スペシャル（2022年11月6日・12日、NHK BSプレミアム） - 比嘉歌子の同級生 役

### その他のテレビ出演
- めざましテレビ（2018年4月 - 2020年3月、フジテレビ系列） - イマドキガール
- 2018 FNSうたの夏まつり（2018年7月25日、フジテレビ）
- 恋愛ドラマな恋がしたい 〜Kiss On The Bed〜（2020年9月26日 - 12月26日、AbemaTV） - みなみ 役

### 配信番組
- DHC キレイを磨く! エクストリームBeauty（2018年10月1日 - 、DHCテレビ） - 曜日レギュラー[13]

### CM
- ホテル日航大阪（2013年）
- シャープ「AQUOS PHONE」（2014年）
- 第一三共ヘルスケア（2016年）
- ラフィネ（2019年）[14]

### 映画
- 平城遷都1300年記念映画『未来に夢がある』（2011年）

### MV
- Atomic Skipper「メイビー」（2021年）
- マルシィ「白雪」リリックビデオ（2021年）[15]